# Izometrična projekcija
Izometrična projekcija je vrsta grafične projekcije — zvrst aksonometrične projekcije. S to projekcijo pokažemo predmet v vseh treh razsežnostih. Višina, dolžina in širina. 